# ريان ييتس
ريان ييتس (بالإنجليزية: Ryan Yates)‏ هو لاعب كرة قدم بريطاني، ولد في 21 نوفمبر 1997 في نوتنغهام في المملكة المتحدة. لعب مع شروزبري تاون ونادي بارو.

## وصلات خارجية
- ريان ييتس على موقع قاعدة بيانات كرة القدم.إي يو (الإنجليزية)
- ريان ييتس على موقع Soccerbase.com (لاعب) (الإنجليزية)
- ريان ييتس على موقع Soccerway.com (الإنجليزية)
- ريان ييتس على موقع عالم كرة القدم.نت (الإنجليزية)